# Casa del carrer dels Arcs, 8
La casa del carrer dels Arcs, 8 és un edifici de Barcelona catalogat com a bé amb elements d'interès (categoria C). Originalment, la finca del carrer de Capellans, 3 formava part de la mateix propietat.

## Descripció
Possiblement construïda el segle xvi, aquesta casa, de planta baixa i tres pisos, conserva una galeria d'arcs carpanells sobre columnes toscanes a l'últim pis, parcialment tapiada. El parament és de petits carreus de pedra de Montjuïc. El portal principal és de mig punt adovellat, i els balcons, renovats el segle xviiI, tenen llindes i brancals motllurats.

## Història
El 1859, Francesc Calm i Guinart, propietari del Mas Toralles (i per això citat com a Turalla o Turalles) a Les Preses (Garrotxa), va demanar permís per a reedificar la casa del carrer de Capellans, 3. El seu germà Jaume va morir el 1864, i el 1865 ho va fer Francesc. Posteriorment, la propietat va passar a mans d'Anna Calm i Torra.
El 1940, la façana del carrer de Capellans va ser reconstruïda d'acord amb les noves alineacions del carrer, segons el projecte de l'arquitecte Agustí Domingo i Verdaguer.
A principis del segle xx hi havia els magatzems de drogueria Cendra i Caralt, i posteriorment, s'hi va instal·lar la torneria i fàbrica de joguines de fusta i articles d'esport Fills d'Isidre Baqué (que tenien un altre local al carrer de la Palla, 39), succeïda per Vídua de Francesc J. Baqué.
El 1936, el negoci va ser traspassat a Lluís Banchs, que va ampliar-lo a una part de l'edifici veí del núm. 5 del carrer dels Capellans (vegeu Antiga Hidroelèctrica de Catalunya) com a Palacio del Juguete. El 2013, anticipant-se a la liberalització dels lloguers prevista el 2015 per la Llei d'Arrendaments Urbans, la família Bachs va reduir-ne la superfície al local del carrer dels Capellans, on va continuar funcionant uns anys més, fins que va tancar definitivament.